# روبرت د. بلو
روبرت د. بلو (بالإنجليزية: Robert D. Blue)‏ هو محامي وسياسي أمريكي، ولد في 24 سبتمبر 1898 في إيجل غروف في الولايات المتحدة، وتوفي في 13 ديسمبر 1989 في فورت دودج في الولايات المتحدة بسبب سكتة. حزبياً، نشط في الحزب الجمهوري. وقد انتخب حاكم أيوا ‏ (11 يناير 1945 – 13 يناير 1949) وانتخب عضو مجلس نواب ولاية ايوا.